# 夏なんだな
「夏なんだな」（なつなんだな）は、日本のバンドTHE HIGH-LOWSの20枚目のシングルである。2003年6月25日発売。発売元はユニバーサルミュージック。

## 概要
- PV監督は大和田浩樹。

## 収録曲
| 全作詞・作曲: 真島昌利、全編曲: THE HIGH-LOWS。 |                    |          |            |      |
| #                                               | タイトル           | 作詞     | 作曲・編曲 | 時間 |
| 1.                                              | 「夏なんだな」     | 真島昌利 | 真島昌利   | 3:02 |
| 2.                                              | 「プール帰り」     | 真島昌利 | 真島昌利   | 5:43 |
| 3.                                              | 「ジェリーロール」 | 真島昌利 | 真島昌利   | 4:25 |
| 合計時間:                                       | 合計時間:          | 13:10    |            |      |

### 楽曲解説
1. 夏なんだな
2. プール帰り
3. ジェリーロール
真島ボーカル曲

## 収録アルバム

### 夏なんだな
- ベスト『flip flop2』（2003年11月12日）
- ベスト『FLASH 〜BEST〜』（2006年1月1日）

### プール帰り
- ベスト『flip flop2』（2003年11月12日）

### ジェリーロール
- ベスト『flip flop2』（2003年11月12日）

## タイアップ
- 夏なんだな：日本コカ・コーラ「アクエリアス」CMソング